# Morehouse (New York)
Pour les articles homonymes, voir Morehouse.
Morehouse est une ville du comté de Hamilton, dans l'État de New York aux États-Unis.